# Orthonematoidea
Super-famille
Les Orthonematoidea sont une super-famille éteinte de mollusques gastéropodes du super-ordre des Caenogastropoda. Les espèces des deux familles qui la composent datent du Paléozoïque.

## Liste des familles
Selon World Register of Marine Species (22 janvier 2021) :
- famille Goniasmatidae Nützel & Bandel, 2000 †
- famille Orthonematidae Nützel & Bandel, 2000 †

## Publication originale
- (en) Alexander Nützel et Klaus Bandel, « Goniasmidae and Orthonemidae: two new families of the Palaeozoic Caenogastropoda (Mollusca, Gastropoda) », Neues Jahrbuch für Geologie und Paläontologie Monatshefte, vol. 2000, no 9,‎ septembre 2000, p. 557-569.